# Pluto salva la città
Pluto salva la città (In Dutch) è un film del 1946 diretto da Charles A. Nichols. È un cortometraggio animato della serie Pluto, prodotto dalla Walt Disney Productions e uscito negli Stati Uniti il 10 maggio 1946, distribuito dalla RKO Radio Pictures.

## Trama
In una città dei Paesi Bassi costruita vicino a una diga, Pluto consegna il latte agli abitanti. Lungo la strada, incontra Dinah, la cagnetta del sindaco, e i due cominciano ad amoreggiare. Improvvisamente lei si impiglia nella corda che fa suonare l'allarme e Pluto la libera. Ma proprio in quel momento, arrivano sul posto i paesani e il sindaco, il quale deluso e arrabbiato, caccia via i due cani dalla città per aver dato il falso allarme. Mentre se ne vanno tristi e sconsolati, i due cani si accorgono di una falla nella diga. Così, mentre Dinah cerca di tappare il buco, Pluto torna in città e suona l'allarme. I cittadini però credono che si tratti di un altro scherzo, così Pluto combina una serie di guai per farsi inseguire. A questo punto, i paesani si accorgono che la diga sta cedendo, mentre Dinah è ormai incastrata all'interno del buco. A Pluto viene quindi restituito il suo lavoro, mentre Dinah lo accompagna.

## Distribuzione

### Edizioni home video

#### VHS
- Le avventure di Pluto (gennaio 1985)[1]
- Le avventure di Pluto (febbraio 1990)[2]
- Topolino & Minni innamorati (febbraio 1998)[3]
- Topolino & C. avventure tutte da ridere (gennaio 2002)[4]
- Disney cuori & amori (febbraio 2004)[5]

#### DVD
Il cortometraggio è incluso nei DVD Walt Disney Treasures: Pluto, la collezione completa - Vol. 1 e Disney cuori & amori.